# Sedu Bradshaw
Sedu Bradshaw (* 13. November 2002) ist ein anguillanischer Fußballspieler auf der Position eines Abwehrspielers. Seit 2021 steht er im Aufgebot des anguillanischen Erstligisten Lymers FC und debütierte ebenfalls 2021 in der A-Nationalmannschaft seines Heimatlandes.

## Karriere
Sedu Bradshaw wurde am 13. November 2002 geboren. Bis 2020 spielte er für den anguillanischen Erstligisten AFA Development Team, ein von der Anguilla Football Association betriebenes Entwicklungsteam, und wechselte im darauffolgenden Jahr zum Ligakonkurrenten Lymers FC. Beim Klub aus der Hauptstadt The Valley tritt er seitdem in der Defensive in Erscheinung und schaffte hier auch den Sprung in die A-Nationalmannschaft von Anguilla. Davor nahm Bradshaw unter anderem bereits im Jahr 2019 mit der U-17-Auswahl von Anguilla an der Qualifikation zur CONCACAF U-17-Meisterschaft 2019 teil, wobei er beim Gruppenspiel gegen die Alterskollegen von St. Kitts und Nevis ein Eigentor erzielte. Als Letzter der Gruppe D – bei drei Spielen hatte man allesamt verloren, 25 Gegentreffer erhalten und kein einziges Tor erzielt – schaffte es Anguilla nicht sich für die im Mai 2019 in Bradenton, Florida, stattfindende Endrunde zu qualifizieren. Im darauffolgenden Jahr nahm er mit der U-20-Auswahl Anguillas an der Qualifikation zur CONCACAF U-20-Meisterschaft 2020 teil. Auch hier war Anguilla deutlich unterlegen; von seinen drei Gruppenspielen verlor es alle, bekam 17 Gegentreffer und erzielte ein Tor. Ebendieser Treffer wurde am 23. Februar 2020 bei der 1:4-Niederlage gegen Dominica in der 29. Spielminute von Bradshaw erzielt. Im darauffolgenden Jahr – mittlerweile spielte er bereits für den Lymers FC – debütierte Bradshaw am 21. März 2021 in einem Freundschaftsspiel gegen die Amerikanischen Jungferninseln in der A-Nationalmannschaft seines Heimatlandes, als er in der 70. Spielminute für den im englischen Amateurfußball tätigen Kian Duncan eingewechselt wurde.